# Завгородній Денис Юрійович
Дени́с Ю́рійович Завгоро́дній (нар. 15 січня 1991, Дружківка, Донецька область, Україна) — український футболіст, воротар клубу «Скала» (Стрий).

## Життєпис
Денис Завгородній народився 15 січня 1991 року. На молодіжному рівні до 2008 року виступав за ДЮФА ВАТ «ЄМЗ» (Єнакієве).
На аматорському рівні в першій половині 2013 року виступав за ФК «Волноваха». Професійну кар'єру розпочав у клубі «Скала» (Стрий), за який виступав із 2013 по 2016 рік. У складі клубу зі Стрия провів 26 поєдинків та пропустив 19 м'ячів. У 2016 році перейшов до «Інгульця». Наприкінці грудня того ж року залишив петрівську команду.

## Досягнення
- Найкращий воротар Відкритого кубку Асоціації футболу АР Крим: 2020